# Stygmat (nowela)
Stygmat – nowela Cypriana Kamila Norwida z 1883 stanowiąca drugą część Tetralogii epickiej.

## O utworze
Powstanie utworu przypada na ostatnie miesiące życia poety. Stanowi on pierwszą część cyklu włoskiego, a drugą Tetralogii epickiej. Przypływ sił twórczych artysty mógł się wiązać z pogłoskami o składce narodowej dla pomożenia pracom C. N. Ponieważ pisarz nie wierzył w do końca w powodzenie składki, zastąpił ją własnym projektem wydawniczym, którego początkiem miał być właśnie Stygmat, opatrzony na ostatniej stronie informacją, że  sprzedaje się w mieszkaniu autora po cenie 1 fr: bez przesyłki. Pod tekstem noweli widnieje w autografie rok 1883. Ponieważ na autografie artykułu Jubileatyzm, napisanego w drugim tygodniu grudnia 1882, odbiły się notatki do szkicu utworu, należy przypuszczać, że już w pierwszej połowie grudnia Norwid miał gotowy plan opowiadania. Jego napisanie należy zatem datować na przełom grudnia i stycznia. Nowela ukazała się drukiem w zeszycie 22/23/24 Chimery wydanym w 1905.

## Treść

### I
Narrator wspomina pewien uroczy salonik prowadzony przez Generałową-wdowę, gdzie został poproszony o zaprezentowanie młodego wirtuoza. Miało to miejsce u wód. Wirtuoz, imieniem Oskar, był człowiekiem dwoistym: perfekcyjnym wirtuozem, lecz prywatnie człowiekiem zatrącającym o podejrzliwość. W gronie kobiet otaczających Generałową znalazła się zaś piękna Róża P., której Generałowa przyganiała o zbyt głośne mówienie. Podczas koncertu Oskara Róży wypadł z włosów kwiat i spadł pod nogi artysty, co on przyjął jako kwiat podarowany. Odtąd Oskar nachodził narratora w dzień i w nocy, uczyniwszy go swym powiernikiem i dopytując się co mogło znaczyć, że Róża poprawiła firankę, gdy hrabia X mówił o tancerkach egipskich. Dzielił się radością bycia uwieńczonym laurem przez Różę za zaśpiewanie jej wiersza Czemu. Relacjonował wypowiedź hrabiego X o pocałunku braterskim w kościele pierwotnym. Powiadamiał o zamierzone wycieczce do Mostu Rzymskiego. Narrator był, przypadkiem i z oddali, świadkiem intymnej rozmowy pomiędzy Oskarem i Różą na przęśle Mostu Rzymskiego.  
Jakiś czas potem wracając od chorego przyjaciela wśród mocnej ulewy dostrzegł cień postaci u drzwi kościoła, która mu przypomniała Różę. Po powrocie do domu zastał Oskara, kompletnie rozbitego, który mu oznajmił o zerwaniu z Różą. Zdarzyło się, że oczekiwał w salonie bardzo oczekiwanych słów od niej, a gdy ona je wypowiedziała głosem zbyt donośnym, zrozumiał, że do kogo innego były skierowane i wyszedł z salonu jak pijany. Następnego dnia narrator nie zastał już Oskara. Wyjechał w niewiadomym kierunku. Przy murze kościoła odnalazł ślad bucika Róży i domyślił się, że się tu w deszczu modliła. Gdy przyszedł do Generałowej służące zdejmowały dzwonek, żeby nie przeszkadzał śpiącej chorej. Generałowa i narrator nie umieli się nadziwić zniszczeniu tak czystej miłości. Generałowa wyjawiła, że Róża opiekowała się głuchym ojcem, byłym oficerem artylerii. Narrator ze swej strony ujawnił, że Oskar usługiwał, do jej śmierci, chorej na nerwy żonie, od czego stał się przeczulony i starał się nadal chronić to, co już nie istniało. To nie oni więc, tylko wybite na nich przez zmarłych znamię, zniszczyło ich miłość. Róża wkrótce umarła. 

### II

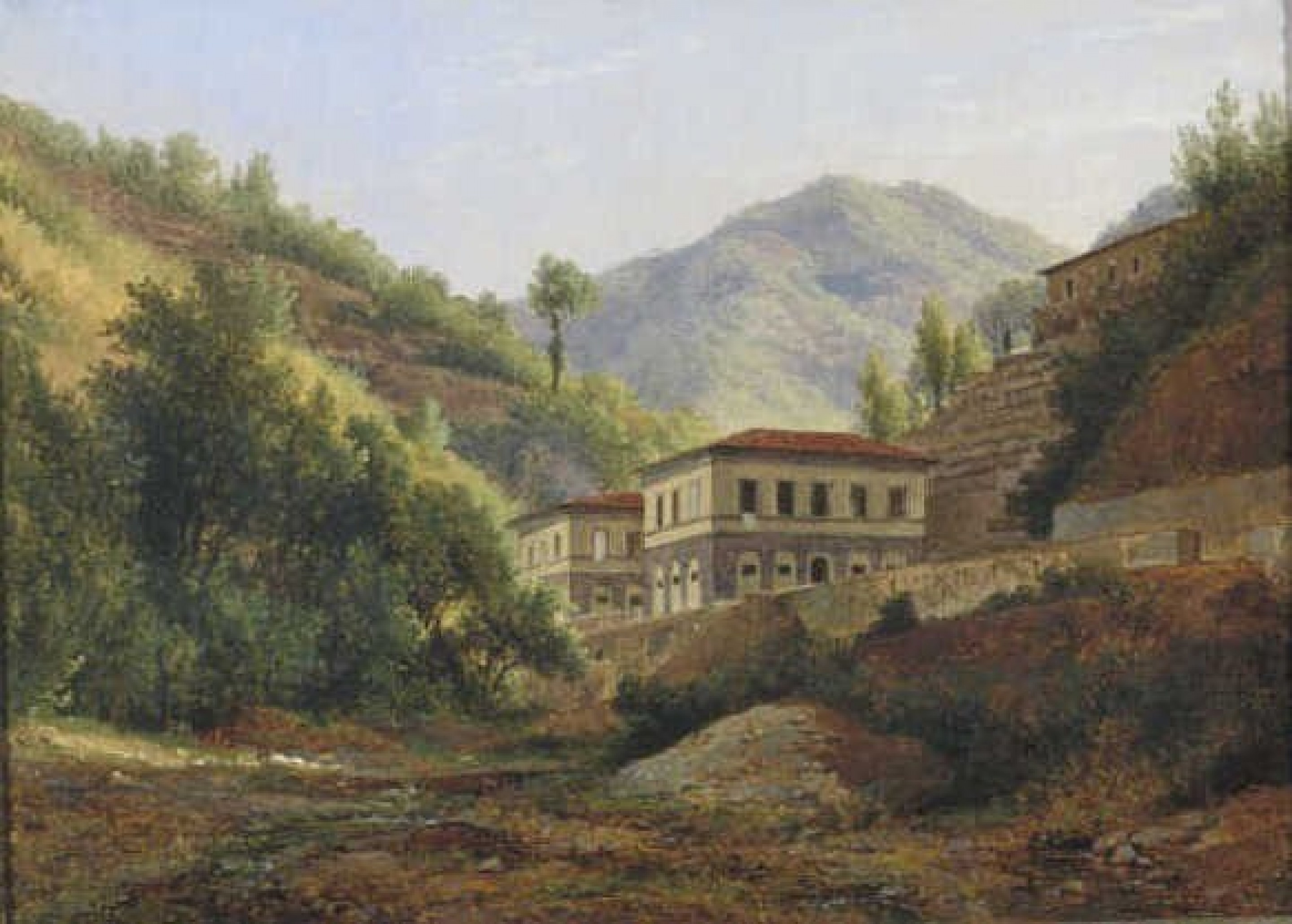
Bagni di Lucca. 1828-1857

Kiedy na cmentarzu przybył nowy krzyż, a Oskar poszedł do klasztoru, narrator uciekł od teraźniejszości w pracę. Któregoś dnia zasnął i zobaczył Kształt, który podłożył mu zwój papirusu pod głowę. Widmo powiedziało, że teraźniejszość, którą ogląda jest jak tłum dzieci grających w wolanta. Ogląda wszakże stygmat przeszłości. Ludy, pokolenia, ludzie żyją pragnieniem teraźniejszości. Kształt zaczął rozwijać zwój. Ukazały się chmary konnych. Kształt mówił, że Czyngis-chan i Tamerlan na czele swego ludu nie kierowali się są złością lecz przenosili w historię Step. Miasta, pomniki, własność osiadła były dla nich zaprzeczeniem. Podobnie Teutoni z siekierami przenosili w historię Las. Obaliwszy stare pomniki wznieśli kamienny las katedr gotyckich. Normanowie przynieśli owoc stygmatu Morza. Gdy śpiący zapytał o pokolenia i ludzi, Kształt ukazał mu Kaligulę, na którym wyciśnięto stygmat Obozu, i który zamienił senat w stajnię, a konia uczynił konsulem. Potem ujrzał Nerona, na którym sztuka podobania się dla uzyskania adopcji wycisnęła stygmat Przemysłu-Sztuki. Nikt tak jak on nie umiał zdobyć aplauzu tłumów. Nikt nie potrafił tak dramatyzować. Zwój się rozwinął i śpiący się obudził.
Powstawszy ze snu Narrator postanowił go zapisać. Gdy już wszystko przygotował do pracy, odwiedził go Redaktor. Mówił przez czas dłuższy i poszedł. I choć wiele mówił nie powiedział nic. A w powietrzu pozostał swą rozkładu słowa. Narratorowi pióro wypadło z ręki. Aż pewnego razu znalazł się na łące. Spotkał tam pastereczkę pasącą gęsi, którą nazywano głupią. Podała mu kwiat, w którym chwiało się gęsie pióro, które daremnie próbował uchwycić. Jej to zawdzięcza odzyskanie zdolności pisania, które obmierzili mu literaci.

## Recepcja utworu
Jan Kaczkowski (1907) uważał Stygmat za najdojrzalszą z nowel Norwida. Roman Zrębowicz (1910) widział w nim najczystszy lament nad cywilizacją europejską. Zenon Przesmycki (1912) dostrzegał w utworze syntetyczną wizję wszystkich doświadczeń poety będącą jego testamentem. René Lalou (1932) zwracał uwagę na cienie i stygmaty przeszłości rozpościerające się nad teraźniejszością. Zygmunt Falkowski (1933) zwracał uwagę na rozpiętość fabuły od przytulnego saloniku generałowej po przestworza wieków i epok, na umiejętność, która pozwala Norwidowi wysnuć z błahych zdarzeń codziennych całych światów. Zofia Szmydtowa (1938) podkreślała różnorodność i bogactwo czynników kompozycyjnych, głęboki tragizm i rozbudowaną rolę narratora. Zdaniem Olgi Scherer -Virski (1955) rozciągnięcie efektów w tym opowiadaniu zagraża jego spójności gatunkowej.